# Terremoto di Argenta del 1624
Il terremoto di Argenta del 1624 è stato un evento sismico avvenuto la sera del 19 marzo 1624 nei pressi di Argenta, all'epoca facente parte dello Stato Pontificio.
Il sisma provocò la distruzione della città di Argenta, incluse le mura medievali, uno tsunami interno e la liquefazione del terreno. Dopo essere stata rasa al suolo, Argenta venne ricostruita sull'argine opposto del fiume Reno.

## Il sisma

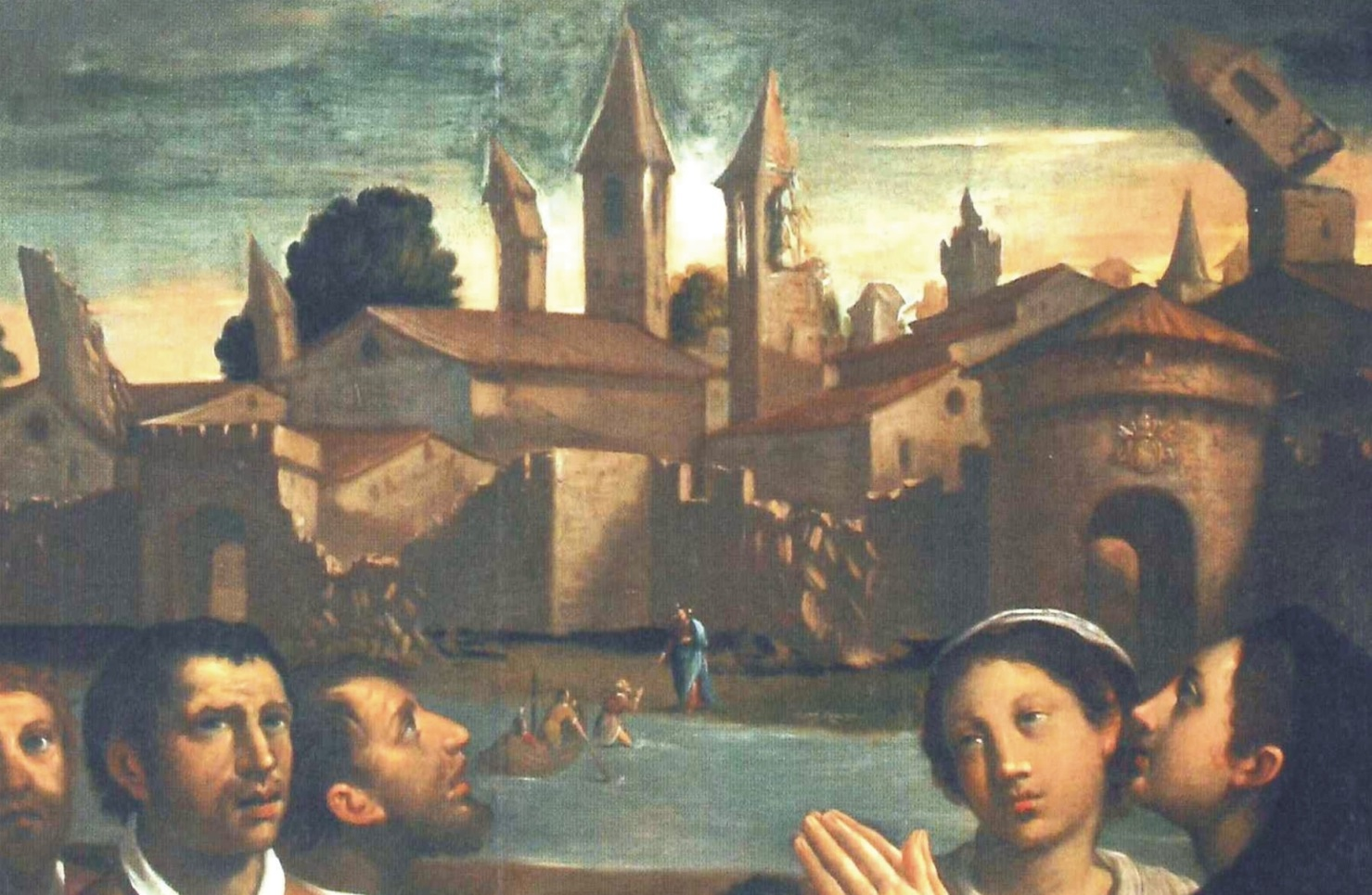
Camillo Ricci, Il terremoto di Argenta (particolare)

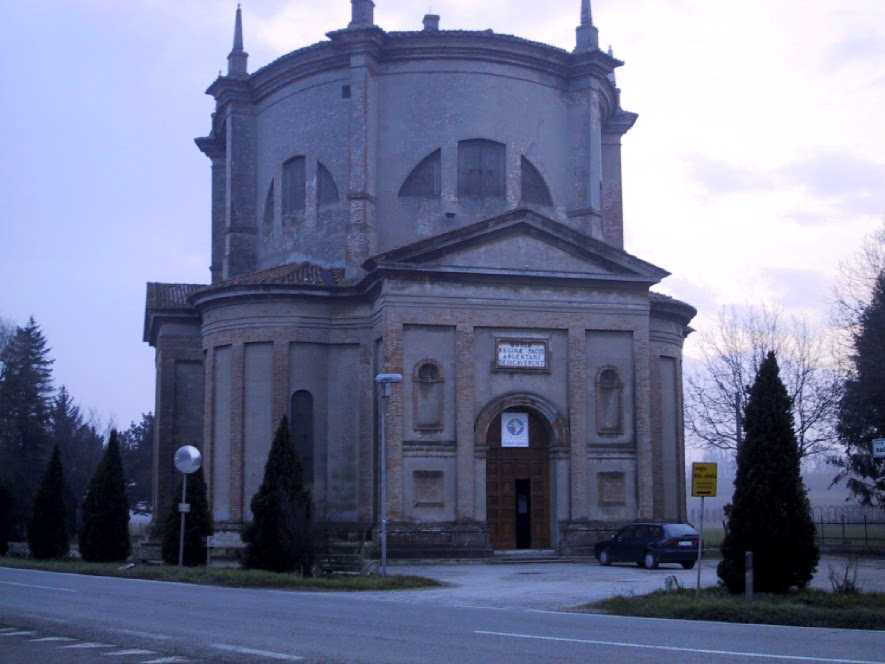
Il santuario della Beata Vergine della Celletta

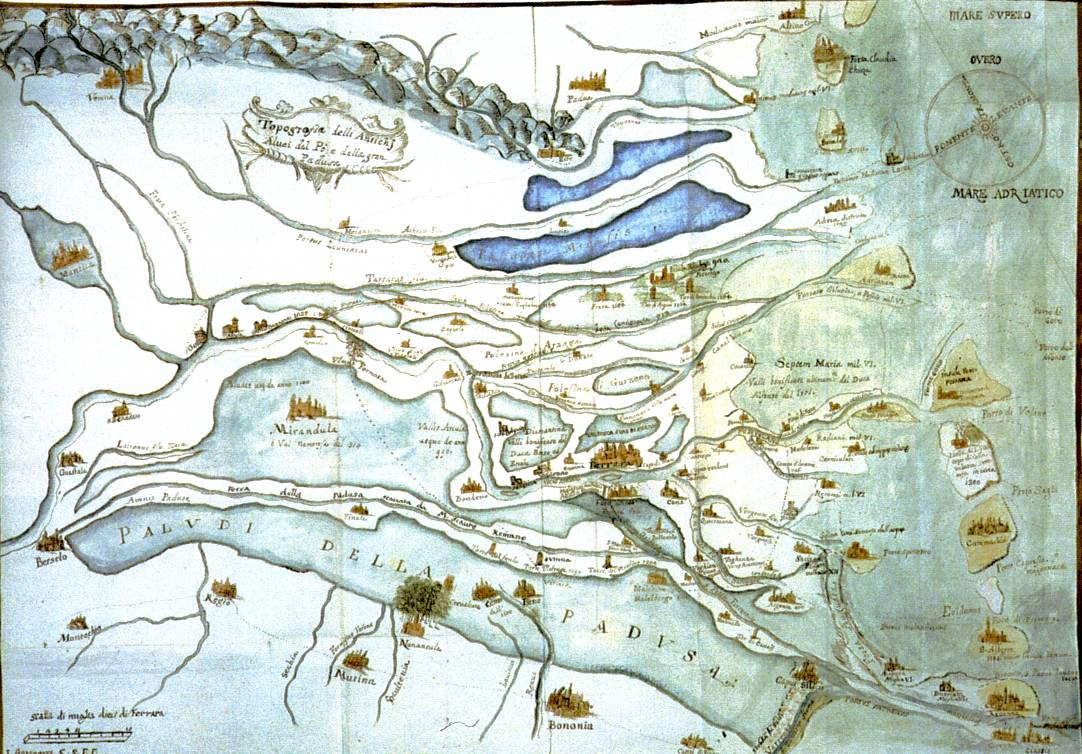
Antica mappa del 1570, in cui è visibile la situazione idrogeologica prima del sisma

Il sisma venne preceduto da "un cupo, improvviso e prolungato rombo" e si concretizzò in tre forti scosse d'intensità crescente.
La potenza del sisma disintegrò più di 170 edifici, 200 case divennero inagibili, mentre il resto fu gravemente lesionato o semidistrutto e pericolante. Tutte le 24 torri difensive, tranne una, crollarono al suolo, mentre le mura si sgretolarono, soprattutto quelle poste in riva al fiume Po. Vennero altresì demolite quattro chiese, tra cui il Duomo, mentre le altre vennero completamente rase al suolo e "squarciate fin dalle fondamenta". Solo il santuario della Celletta, costruito appena pochi anni prima, rimase intatto e tutt'oggi una processione a ricordo dell'evento è organizzata nel giorno di San Giuseppe.
Sui 1 566 abitanti della città di Argenta, 25 o 28 persone morirono sotto le macerie. Vennero distrutte anche le vicine località di Boccaleone, San Biagio, Filo e Bando.
Il terremoto aprì numerose voragini nel terreno alluvionale, da cui uscì violentemente molta acqua limacciosa mista a sabbia nerastra. Allo stesso tempo l'altezza dell'acqua della falda, divenuta salata, crebbe così tanto che uscì dai pozzi e allagò le strade.
Il sisma provocò anche un raro caso di tsunami "interno", cioè non avvenuto in mare ma nelle acque interne: infatti il Po di Primaro e le acque salmastre della Valle Padusa, delle valli di Campotto (a sud) e di Comacchio (a nord) si agitarono come se fossero in tempesta, generando alte onde che flagellarono le sponde e le arginature.
Il terremoto venne percepito "in modo gagliardo" anche a Ferrara, dove si registrò qualche piccolo danneggiamento e la caduta di molti comignoli, oltre che a Ravenna, Padova, Bologna, Venezia e per un raggio di 60 miglia.
Durante tutta la notte vi furono almeno 37 forti scosse di assestamento, cioè capaci di far rintoccare le campane. La mattina del 20 marzo si avvertì fino a Ferrara una scossa di assestamento. In seguito, lo sciame sismico continuò per parecchio tempo, con anche 4-5 scosse al giorno, fino al 3 febbraio 1625.